# تشارلز لابوورث
البروفيسور تشارلز لابوورث،FRS LLD FGS (20 سبتمبر 1842 - 13 مارس 1920)، جيولوجي إنجليزي كان رائدًا في التحليل الحيواني باستخدام المؤشر الأحفوري وتحديد العصر الأوردوفيشي.

## روابط خارجية
- تشارلز لابوورث على موقع الموسوعة البريطانية (الإنجليزية)